# Етрен (Вогези)
Етрен (фр. Estrennes) је насељено место у Француској у региону Лорена, у департману Вогези.
По подацима из 2011. године у општини је живело 94 становника, а густина насељености је износила 15,69 становника/km².

## Демографија
| 1962. | 1968. | 1975. | 1982. | 1990. | 2011. |
| ----- | ----- | ----- | ----- | ----- | ----- |
| 91    | 85    | 79    | 72    | 86    | 94    |